# Enzo Porchi
Vincenzo Alessandro Porchi, detto Enzo (Reggio Calabria, 20 ottobre 1951), è un ex cestista e allenatore di pallacanestro italiano.
Ha legato la sua carriera da tecnico all'ascesa della PCR Messina dalla Serie C alla semifinale per lo scudetto e ha poi condotto varie squadre in Sicilia e Calabria. Dal 2024 è consigliere regionale FIP Calabria.

## Carriera

### Giocatore
Giocò fino alla stagione 1973-1974 con la Viola Reggio Calabria, ritirandosi a 23 anni per intraprendere immediatamente una lunga e proficua carriera da allenatore.

### Allenatore
Nel 1980-1981 allenò la Viola Reggio Calabria in Serie B maschile. Nel 1981-1982 guidò in Serie B femminile l'Olympia-Renauto. Tornò nella maschile durante la stagione successiva, in Serie C1 con la Frigogel Messina: la squadra chiuse al quinto posto.
Dal 1983-1984 riprese la gestione tecnica dell'Olympia Reggio Calabria, con cui conquistò una promozione in Serie A2.
Passò in seguito alla Liberi Sportivi-Rodriquez Messina; la formazione giunse sesta in B. Nel 1988-1989, ripartì da un'altra squadra messinese di Serie C, che aveva rilevato il titolo dell'Oberdan e aveva ottenuto l'abbinamento con la stessa Rodriquez. Al primo anno, conquistò la promozione in Serie B dopo la finale play-off vinta contro Barcellona.
Lasciò la squadra una stagione per allenare nuovamente in Serie C1 maschile, in questo caso il Basket Reggio Calabria che si classificò terzo.
Lo riprese in seguito la PCR Messina, ex Rodriquez, intanto giunta in A2: nel 1990-1991 la squadra chiuse dodicesima e retrocesse; Porchi rimase in Serie B e vinse il campionato; lottò per i play-off di A2 nel 1992-1993. Portò infine, l'anno successivo, la squadra in Serie A1; nel 1994-1995 raggiunse la semifinale scudetto. Quell'anno la società messinese organizzò anche la Coppa Italia al PalaTracuzzi e la PCR fu eliminata in semifinale di un punto. Nel 2001-2002, ritorna alla PCR intanto retrocessa in A2.
Nel 2007-2008, dopo aver iniziato la stagione in Serie B con l'Olympia, è subentrato a Rossana Libro sulla panchina della Fontalba Messina nella Poule Retrocessione di Serie B d'Eccellenza.
Con l'ultima promozione conquistata sulla panchina dell'Olympia Reggio Calabria, ha raggiunto le 12 promozioni in carriera, di cui quattro in Sicilia e otto in Calabria. Si è dimesso dalla carica di allenatore dell'Olympia nel novembre 2012.
Nel 2013 torna ad allenare l'Olympia, che intanto si è trasferita a Catania.

### Dirigente
Nel 2024 è eletto consigliere regionale FIP Calabria.

## Statistiche da allenatore

### Nei club
| Stagione  | Squadra                     | St. regolare | St. regolare | St. regolare | St. regolare | St. regolare | Post season | Post season | Post season | Post season | Coppa nazionale | Coppa nazionale | Coppa nazionale | Coppa nazionale | Coppa nazionale |
| Stagione  | Squadra                     | Lega         | Ris          | G            | V            | P            | Ris         | G           | V           | P           | Ed              | Ris             | G               | V               | P               |
| --------- | --------------------------- | ------------ | ------------ | ------------ | ------------ | ------------ | ----------- | ----------- | ----------- | ----------- | --------------- | --------------- | --------------- | --------------- | --------------- |
| 1980-1981 | Viola Reggio Calabria       | B            | 2º           | 14           | 9            | 5            | -           | -           | -           | -           | -               | -               | -               | -               | -               |
| 1981-1982 | Renauto Reggio Calabria     | B            | 1º           | 14           | 11           | 3            | -           | -           | -           | -           | -               | -               | -               | -               | -               |
| 1982-1983 | Frigogel Messina            | C1           | 5º           | 30           | 23           | 7            | -           | -           | -           | -           | -               | -               | -               | -               | -               |
| 1983-1984 | Renauto Reggio Calabria     | B            | -            | -            | -            | -            | -           | -           | -           | -           | -               | -               | -               | -               | -               |
| 1984-1985 | Olympia Reggio Calabria     | B            | 4º           | 14           | 9            | 5            | -           | -           | -           | -           | -               | -               | -               | -               | -               |
| 1985-1986 | Pellaro                     | B            | 1º           | 22           | 19           | 3            | -           | -           | -           | -           | -               | -               | -               | -               | -               |
| 1986-1987 | Olympia Reggio Calabria     | A2           | -            | -            | -            | -            | -           | -           | -           | -           | -               | -               | -               | -               | -               |
| 1987-1988 | Rodriquez Messina           | B            | 6º           | 26           | 16           | 10           | -           | -           | -           | -           | -               | -               | -               | -               | -               |
| 1988-1989 | Rodriquez Messina           | C            | -            | -            | -            | -            | -           | -           | -           | -           | -               | -               | -               | -               | -               |
| 1989-1990 | Moka Reggio Calabria        | C1           | 3º           | 28           | 21           | 7            | -           | -           | -           | -           | -               | -               | -               | -               | -               |
| 1990-1991 | Xerox Messina               | A2           | 12º          | 26           | 10           | 16           | -           | -           | -           | -           | -               | -               | -               | -               | -               |
| 1991-1992 | PCR Messina                 | B            | 1º           | 26           | 25           | 1            | -           | -           | -           | -           | -               | -               | -               | -               | -               |
| 1992-1993 | PCR Messina                 | A2           | 3º           | 26           | 18           | 8            | -           | -           | -           | -           | -               | -               | -               | -               | -               |
| 1993-1994 | GSM83 Messina               | A2           | 1º           | 26           | 23           | 3            | -           | -           | -           | -           | -               | -               | -               | -               | -               |
| 1994-1995 | GSM83 Messina               | A1           | 4º           | 26           | 19           | 7            | ½           | 6           | 3           | 3           | CI              | ½               | 5               | 3               | 2               |
| 1995-1996 | Dacca Messina               | A1           | 5º           | 22           | 11           | 11           | 6º          | 6           | 5           | 1           | CI              | Q               | 2               | 1               | 1               |
| 1998-1999 | Eurohard Messina            | A1           | sub., 10º    | 15           | 8            | 7            | ¼           | 4           | 2           | 2           | CI              | -               | -               | -               | -               |
| 1999-2000 | PCR Messina                 | A1           | 9º           | 26           | 10           | 16           | 1/8         | 2           | 0           | 2           | CI              | Q               | 2               | 0               | 2               |
| 2001-2002 | PCR Messina                 | A2           | 6º           | 36           | 9            | 27           | -           | -           | -           | -           | -               | -               | -               | -               | -               |
| 2007-2008 | Olympia Reggio Calabria     | B2           | sost.        | -            | -            | -            | -           | -           | -           | -           | -               | -               | -               | -               | -               |
| 2007-2008 | Fontalba Messina            | B1           | sub., 6º     | 6            | 5            | 1            | -           | -           | -           |             | -               | -               | -               | -               | -               |
| 2008-2009 | Nuova Jolly Reggio Calabria | D            | 7º           | 24           | 10           | 14           | -           | -           | -           | -           | -               | -               | -               | -               | -               |
| 2010-2011 | Rescifina Messina           | B1           | 3º           | 20           | 12           | 8            | 2º          | 8           | 4           | 4           | -               | -               | -               | -               | -               |
| 2011-2012 | Olympia Reggio Calabria     | B            | 1º           | 23           | 22           | 1            | 1º          | 2           | 1+1*        | 0           | -               | -               | -               | -               | -               |
| 2012-2013 | Olympia Reggio Calabria     | A2           | sost.        | 6            | 1            | 5            | -           | -           | -           | -           | -               | -               | -               | -               | -               |
| 2013-2014 | Olympia Catania             | A2           | 3º           | 20           | 13           | 7            | ½           | 2           | 0           | 2           | -               | -               | -               | -               | -               |
| Totale    | Totale                      | Totale       | Totale       | -            | -            | -            | -           | -           | -           | -           | -               | -               | -               | -               | -               |

- Negli spareggi 2011-2012, l'Olympia ha chiuso una partita in pareggio.

## Palmarès
- Campionato italiano di Serie A2: 1
PCR Messina: 1993-1994
- Campionato italiano di Serie B: 3
Olympia Reggio Calabria: 1985-1986, 2011-2012; PCR Messina: 1991-1992
- Campionato italiano di Serie C: 1
PCR Messina: 1988-1989